# Calmazzo
Calmazzo is een plaats (frazione) in de Italiaanse gemeente Fossombrone, provincie Pesaro e Urbino.